# Euro Truck Simulator 2
Euro Truck Simulator 2, förkortat ETS2, är ett lastbilssimulatorspel utvecklat och publicerat av SCS Software till Microsoft Windows, Linux och Mac OS X och släpptes under öppen utveckling den 19 oktober 2012. Spelet är en direkt uppföljare till spelet Euro Truck Simulator från 2008 och är det andra spelet i Euro Truck Simulator-serien.
Spelaren kan köra en av ett urval av långtradare genom en skildring av Europa, plocka upp last från olika platser och leverera det. Under spelets gång är det möjligt för spelaren att köpa fler fordon, flera garage och anställa förare att arbeta i spelarens företag.

## Spelgenomgång
Spelkartan är en nedskalad representation av Europa som täcker (helt eller delvis) länderna listade här nedan.  
Under september 2013 släpptes det första expansionspaketet, Going East!, som lade till Ungern samt resterande städer för Polen, Slovakien och Tjeckien. Den 7 maj 2015 släpptes det andra expansionspaketet, Scandinavia, som lade till Danmark, Norge och Sverige. Den 5 december 2016 släpptes det tredje expansionspaketet vid namn Vive la France!, vilket lade till resterande städer för västra och södra Frankrike. Den 11 augusti 2017 meddelade SCS Software ett nytt expansionspaket, Bella Italia! som täcker en stor del av Italien, och släpptes 5 december 2017. Den 17 augusti 2017 släpptes uppdateringen 1.28 som innehöll dubbel trailers. 
| Basspel (19 oktober 2012) | Going East! (19 september 2013)                                          | Scandinavia (7 maj 2015)    | Vive la France! (5 december 2016) | Italia! (5 december 2017) | Beyond the Baltic sea! (29 november 2018)           | Road to the Black sea! (5 december 2019) | Iberia! 2021         | West Balkans (19 oktober 2023)                                     | Greece (4 December 2024) |
| --- | ------------------------------------------------------------------------ | --------------------------- | --------------------------------- | ------------------------- | --------------------------------------------------- | ---------------------------------------- | -------------------- | ------------------------------------------------------------------ | ------------------------ |
| \| - Belgien - Frankrike - Italien - Luxemburg - Nederländerna - Polen \| - Schweiz - Slovakien - Storbritannien - Tjeckien - Tyskland - Österrike \| | - Polen - Slovakien - Tjeckien - Ungern                                  | - Danmark - Norge - Sverige | - Frankrike                       | - Italien                 | - Estland - Finland - Lettland - Litauen - Ryssland | - Bulgarien - Rumänien - Turkiet         | - Portugal - Spanien | Albanien Bosnien Kosovo NordmakedonienMontenegro Serbien Slovenien | Grekland                 |
| |                                                                          |                             |                                   |                           |                                                     |                                          |                      |                                                                    |                          |
| - Belgien - Frankrike - Italien - Luxemburg - Nederländerna - Polen                                                                                   | - Schweiz - Slovakien - Storbritannien - Tjeckien - Tyskland - Österrike |                             |                                   |                           |                                                     |                                          |                      |                                                                    |                          |

1. 1 2 3  Polen, Slovakien och Tjeckien blev fullt representerade i och med Going East!-expansionen.
2. 1 2 3  Detta land är delvis representerad i spelet.
3. ↑  Frankrike blev fullt representerad i och med Vive la France!-expansionen.
4. ↑  Italien blev fullt representerad i och med Italia!-expansionen.

Spelaren väljer platsen för sitt högkvarter i någon av spelets städer. Till en början kan spelaren endast ta snabba jobb, som innebär att spelaren utför leveranser som hyrd förare inom ett leveransföretag med en försedd lastbil och alla kostnader (bränsle, vägtullar, färjeöverfarter) täckta. När spelaren tjänar pengar eller tar banklån, kan de på sikt ha råd att köpa sig en egen lastbil, skaffa sig ett hemgarage och börja tjäna in mer pengar genom att leverera laster med sin egen lastbil istället för bara som en hyrd förare. Pengar som tjänas i spelet kan spenderas på att uppgradera eller köpa in nya lastbilar, anställa NPC:er som förare att ta på sig leveranser, köpa flera garage och expandera hemgaraget för att hushålla flera lastbilar och förare.
Spelaren erhåller erfarenhetspoäng efter varje leverans. En färdighetspoäng tilldelas även ut efter varje uppnådd nivå, som kan spenderas på att låsa upp leveranser som kräver olika ADR-klasser, längre distanser, särskilda fraktlaster, ömtåliga laster, brådskande leveranser eller sparsam körning. Denna progression tillåter spelaren att ta på sig bättre betalda jobb.

### Lastbilsmärken
Spelets lastbilar är representerade från sju olika sorters lastbilsföretag, listade här nedan:
- DAF
- Iveco
- MAN
- Mercedes-Benz
- Renault
- Scania
- Volvo